# 태화 (동진)
태화(太和)는 중국 동진(東晉) 폐제(廢帝)의 연호이다. 366년에서 371년 11월까지 5년 11개월 동안 사용하였다.
같은 시기에 사용된 다른 연호로는 전량(前凉)에서 사용한 승평(昇平 : 361년 ~ 376년), 전연(前燕)에서 사용한 건희(建熙 : 360년 ~ 370년), 전진(前秦)에서 사용한 건원(建元 : 365년 ~ 385년), 대(代)에서 사용한 건국(建國 : 338년 ~ 376년), 사천(四川)지방에서 일어난 농민반란군 지도자 이홍(李弘), 이금은(李金銀)이 370년에 사용한 사연호(私年號) 봉황(鳳凰)이 있다.

## 개원
태화(太和) 원년 1월 1일(366년 1월 28일)에 연호를 태화(太和)로 개원함.

## 연대대조표
| 태화                | 원년            | 2년        | 3년        | 4년        | 5년             | 6년        |
| 서력                | 366년           | 367년      | 368년      | 369년      | 370년           | 371년      |
| 육십간지 (六十干支) | 병인(丙寅)      | 정묘(丁卯) | 무진(戊辰) | 기사(己巳) | 경오(庚午)      | 신미(辛未) |
| 전량 (前凉)         | 승평(昇平) 10년 | 11년       | 12년       | 13년       | 14년            | 15년       |
| 전연 (前燕)         | 7년             | 8년        | 9년        | 10년       | 11년            | -          |
| 전진 (前秦)         | 건원(建元) 2년  | 3년        | 4년        | 5년        | 6년             | 7년        |
| 대 (代)             | 29년            | 30년       | 31년       | 32년       | 33년            | 34년       |
| 사천(四川) 농민군   | -               | -          | -          | -          | 봉황(鳳凰) 원년 | -          |

## 삭일(1일)
| 태화 원년 (366년) | 1월             | 2월             | 3월             | 4월             | 윤4월           | 5월             | 6월             | 7월             | 8월             | 9월             | 10월            | 11월            | 12월            |
| ----------------- | --------------- | --------------- | --------------- | --------------- | --------------- | --------------- | --------------- | --------------- | --------------- | --------------- | --------------- | --------------- | --------------- |
| 삭일(음력)        | 경자일 (庚子日) | 기사일 (己巳日) | 기해일 (己亥日) | 무진일 (戊辰日) | 무술일 (戊戌日) | 정묘일 (丁卯日) | 정유일 (丁酉日) | 병인일 (丙寅日) | 병신일 (丙申日) | 병인일 (丙寅日) | 을미일 (乙未日) | 을축일 (乙丑日) | 갑오일 (甲午日) |
| 율리우스력        | 366년 1월 28일  | 2월 26일        | 3월 28일        | 4월 26일        | 5월 26일        | 6월 24일        | 7월 24일        | 8월 22일        | 9월 21일        | 10월 21일       | 11월 19일       | 12월 19일       | 367년 1월 17일  |
| 태화 2년 (367년)  | 1월             | 2월             | 3월             | 4월             | 5월             | 6월             | 7월             | 8월             | 9월             | 10월            | 11월            | 12월            |                 |
| 삭일(음력)        | 갑자일 (甲子日) | 계사일 (癸巳日) | 계해일 (癸亥日) | 임진일 (壬辰日) | 임술일 (壬戌日) | 신묘일 (辛卯日) | 신유일 (辛酉日) | 경인일 (庚寅日) | 경신일 (庚申日) | 기축일 (己丑日) | 기미일 (己未日) | 무자일 (戊子日) |                 |
| 율리우스력        | 367년 2월 16일  | 3월 17일        | 4월 16일        | 5월 15일        | 6월 14일        | 7월 13일        | 8월 12일        | 9월 10일        | 10월 10일       | 11월 8일        | 12월 8일        | 368년 1월 6일   |                 |
| 태화 3년 (368년)  | 1월             | 2월             | 3월             | 4월             | 5월             | 6월             | 7월             | 8월             | 9월             | 10월            | 11월            | 12월            |                 |
| 삭일(음력)        | 무오일 (戊午日) | 무자일 (戊子日) | 정사일 (丁巳日) | 정해일 (丁亥日) | 병진일 (丙辰日) | 병술일 (丙戌日) | 을묘일 (乙卯日) | 을유일 (乙酉日) | 갑인일 (甲寅日) | 갑신일 (甲申日) | 계축일 (癸丑日) | 계미일 (癸未日) |                 |
| 율리우스력        | 368년 2월 5일   | 3월 6일         | 4월 4일         | 5월 4일         | 6월 2일         | 7월 2일         | 7월 31일        | 8월 30일        | 9월 28일        | 10월 28일       | 11월 26일       | 12월 26일       |                 |
| 태화 4년 (369년)  | 1월             | 윤1월           | 2월             | 3월             | 4월             | 5월             | 6월             | 7월             | 8월             | 9월             | 10월            | 11월            | 12월            |
| 삭일(음력)        | 임자일 (壬子日) | 임오일 (壬午日) | 신해일 (辛亥日) | 신사일 (辛巳日) | 경술일 (庚戌日) | 경진일 (庚辰日) | 경술일 (庚戌日) | 기묘일 (己卯日) | 기유일 (己酉日) | 무인일 (戊寅日) | 무신일 (戊申日) | 정축일 (丁丑日) | 정미일 (丁未日) |
| 율리우스력        | 369년 1월 24일  | 2월 23일        | 3월 24일        | 4월 23일        | 5월 22일        | 6월 21일        | 7월 21일        | 8월 19일        | 9월 18일        | 10월 17일       | 11월 16일       | 12월 15일       | 370년 1월 14일  |
| 태화 5년 (370년)  | 1월             | 2월             | 3월             | 4월             | 5월             | 6월             | 7월             | 8월             | 9월             | 10월            | 11월            | 12월            |                 |
| 삭일(음력)        | 병자일 (丙子日) | 병오일 (丙午日) | 을해일 (乙亥日) | 을사일 (乙巳日) | 갑술일 (甲戌日) | 갑진일 (甲辰日) | 계유일 (癸酉日) | 계묘일 (癸卯日) | 임신일 (壬申日) | 임인일 (壬寅日) | 임신일 (壬申日) | 신축일 (辛丑日) |                 |
| 율리우스력        | 370년 2월 12일  | 3월 14일        | 4월 12일        | 5월 12일        | 6월 10일        | 7월 10일        | 8월 8일         | 9월 7일         | 10월 6일        | 11월 5일        | 12월 5일        | 371년 1월 3일   |                 |
| 태화 6년 (371년)  | 1월             | 2월             | 3월             | 4월             | 5월             | 6월             | 7월             | 8월             | 9월             | 10월            | 윤10월          | 11월            | 12월            |
| 삭일(음력)        | 신미일 (辛未日) | 경자일 (庚子日) | 경오일 (庚午日) | 기해일 (己亥日) | 기사일 (己巳日) | 무술일 (戊戌日) | 무진일 (戊辰日) | 정유일 (丁酉日) | 정묘일 (丁卯日) | 병신일 (丙申日) | 병인일 (丙寅日) | 을미일 (乙未日) | 을축일 (乙丑日) |
| 율리우스력        | 371년 2월 2일   | 3월 3일         | 4월 2일         | 5월 1일         | 5월 31일        | 6월 29일        | 7월 29일        | 8월 27일        | 9월 26일        | 10월 25일       | 11월 24일       | 12월 23일       | 372년 1월 22일  |

## 같이 보기
- 다른 왕조의 같은 연호
  - 조위(曺魏) 태화(227년 ~ 233년)
  - 성한(成漢) 태화(344년 ~ 346년)
  - 후조(後趙) 태화(328년 ~ 330년)
  - 북위(北魏) 태화(477년 ~ 499년)

- 중국의 연호